# Portræt af kvindemuseet i Danmark - 1989
Portræt af kvindemuseet i Danmark - 1989 er en dansk dokumentarfilm fra 1989 instrueret af Rikke Rørbech efter eget manuskript.

## Handling
Videoen viser, hvordan arbejdsløse kvinder synliggør deres og deres formødres historie ved at skabe Kvindemuseet.Ved at følge en genstands vandring gennem museet, fra ankomst til registrering, vises museets forskellige arbejdsområder.